# Hesperoxiphion peruvianum
Hesperoxiphion peruvianum là một loài thực vật có hoa trong họ Diên vĩ. Loài này được (Baker) Baker miêu tả khoa học đầu tiên năm 1877.